# Вальдемар Прусик
Вальдемар Кшиштоф Прусик (пол. Waldemar Krzysztof Prusik; нар. 27 липня 1961, Вроцлав, Польща) — польський футболіст та тренер, виступав на позиції півзахисника. Працював експертом/коментатором каналу Polsat Sport.

## Клубна кар'єра
З 1982 по 1989 рік виступав на батьківщині в клубі «Шльонськ» (Вроцлав). Разом зі «Шльонськом» у 1987 році став володарем кубку Польщі. У футболці вроцлавського клубу в чемпіонаті Польщі зіграв 207 матчів, в яких відзначився 26-а голами. У 1989 році виїхав до Німеччини, де виступав у клубі Другої Бундесліги «Алеманія» (Аахен). Проте клуб з Аахену понизився в класі, а Вальдемар переїхав до Бельгії, де виступав за «Мехелен». У 1993 році завершив кар'єру професіонального футболіста.
1996 року працював виконувачем обов'язків головного тренера «Шльонська» (Вроцлав).

## Кар'єра в збірній
Дебютував у футболці збірної Польщі в Кракові в поєдинку проти Румунії (2:2). Під керівництвом Войцеха Лазарека неодноразово виходив у збірній з капітанською пов'язкою. У складі польської «кадри» зіграв 49 матчів, в яких відзначився 5-а голами.

## Досягнення
- Кубок Польщі
  -  Володар (1): 1986/87